# Gmina Nawojowa
Die Gmina Nawojowa ist eine Landgemeinde im Powiat Nowosądecki der Woiwodschaft Kleinpolen in Polen. Ihr Sitz ist das gleichnamige Dorf mit 2700 Einwohnern.

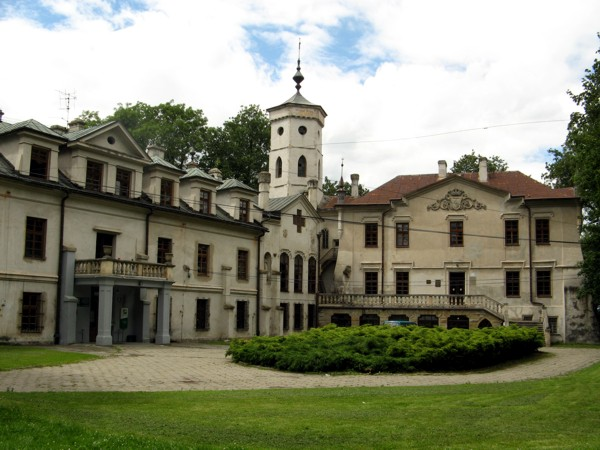
Schloss Nawojowa

## Gliederung
Zur Landgemeinde (gmina wiejska) Nawojowa gehören folgende acht Ortsteile mit einem Schulzenamt:
Bącza-Kunina
Frycowa
Homrzyska
Nawojowa
Popardowa
Złotne
Żeleźnikowa Mała
Żeleźnikowa Wielka

## Persönlichkeiten
- Eustachy Rylski (* 1944), Schriftsteller, Dramatiker und Drehbuchautor; geboren in Nawojowa.